# جيري ستيفنسون
جيري ستيفنسون (بالإنجليزية: Jerry Stephenson) هو لاعب كرة قاعدة أمريكي، ولد في 6 أكتوبر 1943 في ديترويت في الولايات المتحدة، وتوفي في 6 يونيو 2010 في آناهايم في الولايات المتحدة بسبب سرطان الرئة.

## وصلات خارجية
- جيري ستيفنسون على موقعبيزبول رفرنس.كوم (الدوري الرئيسي) (الإنجليزية)
- جيري ستيفنسون على موقعبيزبول رفرنس.كوم (الدوري الثانوي) (الإنجليزية)
- جيري ستيفنسون على موقع مشجعي الرسوم البيانية (الإنجليزية)